# Du var medvirkende
|  | Denne artikel er oprettet af botten PalnaBot ud fra en ekstern database. Den kan derfor have sproglige fejl eller mangler. Denne skabelon kan fjernes efter kontrol af indholdet. |

Du var medvirkende er en eksperimentalfilm instrueret af Morti Vizki, Knud Vesterskov efter manuskript af Morti Vizki.

## Handling
Selv om vi var mænd, du og jeg, var vi uden at have talt om det mødt op for luderagtigt at kurre efter disse propaganda og hvedekornsstoppede tyre. Før jeg havde set mig om var du faldet i snak med de to. Den strakte lyse og den tætte mørke. Lucifer æde mit liv ind.